# Hugh Guthrie

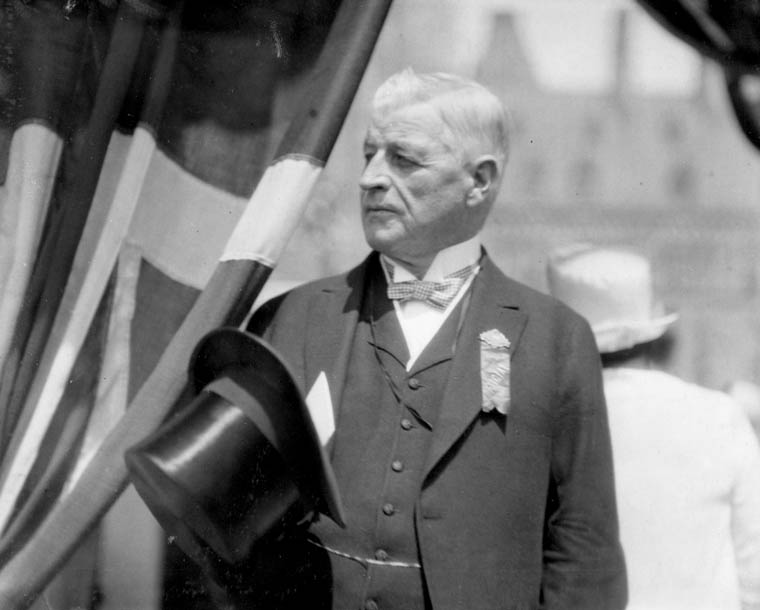
Hugh Guthrie (Juli 1927)

Hugh Guthrie PC KC (* 13. August 1866 in Guelph, Ontario, Kanada; † 3. November 1939 in Ottawa) war ein kanadischer Rechtsanwalt und Politiker der Konservativen Partei Kanadas sowie vom 11. Oktober 1926 bis zum 12. Oktober 1927 deren kommissarischer Vorsitzender.

## Leben
Nach dem Schulbesuch studierte Guthrie, dessen Vater Donald Guthrie ebenfalls Rechtsanwalt und Abgeordneter des Unterhauses war, Rechtswissenschaften an der Osgoode Hall Law School und war nach Abschluss des Studiums und erfolgter anwaltlicher Zulassung als Rechtsanwalt tätig. 1902 wurde er zum Kronanwalt berufen.
Seine politische Laufbahn begann er zunächst in der Liberalen Partei und wurde für diese bei der Unterhauswahl vom 7. November 1900 erstmals als Abgeordneter in das Unterhaus gewählt und vertrat dort bis zum 7. August 1930 den Wahlkreis Ontario–Wellington South, wobei er ab 1917 der Unionistischen Partei sowie nach 1921 der Konservativen Partei angehörte.
Am 4. Oktober 1917 wurde er Solicitor General, gehörte aber nicht dem 9. kanadischen Kabinett an, das von Premierminister Robert Borden geleitet wurde. Das Amt des Solicitor General bekleidete er bis zum 30. September 1921. Zugleich war er zwischen dem 24. Januar 1920 und dem 28. Dezember 1921 Minister für Miliz und Verteidigung im zehnten und elften Kabinett Kanadas der Premierminister Borden und Arthur Meighen.
Premierminister Meighen berief ihn am 29. Juni 1926 auch in das 13. kanadische Kabinett, in dem er bis zum 24. September 1926 Minister für Nationale Verteidigung sowie zugleich bis zum 12. Juli 1926 kommissarischer Justizminister und Generalstaatsanwalt war.
Nach der Wahlniederlage der Konservativen Partei bei der Unterhauswahl vom 24. September 1926 und dem Rücktritt Arthur Meighens als Parteivorsitzender im Zuge der King-Byng-Affäre, übernahm er ein Jahr lang vom 11. Oktober 1926 bis zum 12. Oktober 1927 kommissarisch das Amt des Vorsitzenden der Konservativen Partei und war zugleich Führer der Opposition. Im Oktober 1927 kandidierte er für die Funktion des Parteivorsitzenden, unterlag aber Richard Bedford Bennett.
Am 7. August 1930 legte er zunächst sein Abgeordnetenmandat nieder, nachdem er zum Justizminister und Generalstaatsanwalt in das von Premierminister Richard Bedford Bennett geleitete 15. Kabinett Kanadas berufen wurde. Kurz darauf wurde er am 25. August 1930 bei einer Nachwahl (by-election) abermals als Vertreter des Wahlkreises Ontario-Wellington South zum Mitglied des Unterhauses gewählt und diesem bis zum 12. August 1935 angehörte. Das Amt des Justizministers und Generalstaatsanwalt Kanadas übte er bis zu seinem Rücktritt am 12. August 1935 aus.
Im Anschluss wurde er zum Vorsitzenden der Eisenbahnkommission (Chief Commissioner of the Board of Railway Commissioners) ernannt und bekleidete dieses Amt bis zu seinem Tod.